# Ларс Фредрік Сванберг
Ларс Фредерик Сванберг (швед. Lars Fredrik Svanberg; *13 травня 1805, Стокгольм — †16 липня 1878, Уппсала) — шведський хімік і мінералог, професор і ректор (1862–1863) Уппсальского університету. Вперше описав мінерал сапоніт.
На честь Сванберга названий мінерал — сванбергіт.

## Кар'єра
Ларс Сванберг був учнем Єнса Якоба Берцеліуса. З 1853 по 1874 рік він був професором хімії в Уппсальському університеті.
У 1839 році він став членом Королівської шведської академії наук.
Він також зробив військову кар'єру і був призначений другим лейтенантом Механічного корпусу ВМС Швеції. Його обов'язки полягали в контролі якості гармат і чавуну, виробленого для шведського флоту.

## Інтернет-ресурси
- Lars Fredrik Svanberg

| Антуан Лоран Лавуазьє | Це незавершена стаття про хіміка. Ви можете допомогти проєкту, виправивши або дописавши її. |